# Kiełbasin (Grodno)
Kiełbasin (biał. Калбасіно, Kałbasino; biał. Колбасино, Kołbasino) – część miasta Grodno na Białorusi.
W latach 1921–1939 Kiełbasin należał do gminy Hornica (której siedzibą była Kopciówka) w ówczesnym województwie białostockim.
Według Powszechnego Spisu Ludności z 1921 roku wieś zamieszkiwało 218 osób, 214 było wyznania rzymskokatolickiego, 4 prawosławnego. Wszyscy mieszkańcy zadeklarowali polską przynależność narodową. Były tu 34 budynki mieszkalne. Był tu także folwark i dwór o tej samej nazwie. Na terenie dworu mieszkało 64 osoby w tym 4 wyznania mojżeszowego. Folwark zamieszkiwało 12 osób. Mieszkańcy dworu i folwarku deklarowali polską narodowość.
W 1941 po ataku III Rzeszy na Związek Radziecki, Niemcy utworzyli tutaj Stalag Lososno/Garten 324. Od listopada 1942 r. obóz zaczął pełnić funkcję obozu przejściowego (tranzytowego) dla ludności żydowskiej, do którego Niemcy przywozili wysiedlonych z okolicznych miejscowości - Dąbrowa, Druskieniki, Grodno, Indura, Krynki, Kuźnica, Łunna, Nowy Dwór, Ostryna, Porzecze, Sokółka, Sopoćkinie i innych. Komendantem obozu został rumuński Niemiec Karl Rintcner.
Obóz zlikwidowano w lutym 1943 roku po wywiezieniu przez Niemców większości Żydów do Treblinki.
24 kwietnia 2008 wieś Kiełbasin została włączona do Grodna.